# Oh No (nhạc sĩ)
Michael Woodrow Jackson (sinh ngày 6 tháng 11 năm 1978), thường được biết đến với nghệ danh Oh No, là một rapper và nhà sản xuất âm nhạc người Mỹ. Anh còn là thành viên của bộ đôi hip hop Gangrene bên cạnh The Alchemist.

## Danh sách đĩa nhạc

### Album phòng thu
- The Disrupt (2004)
- Exodus into Unheard Rhythms (2006)
- Dr. No's Oxperiment (2007)
- Dr. No's Ethiopium (2009)
- Ohnomite (2012)
- Dr. No's Kali Tornado Funk (2012)
- Ashes (2012) (với Chris Keys)
- Stereo Jr. (2012) (với Strong Arm Steady)
- Disrupted Ads (2013)
- The Subliminal Substance (2013) (với Chaotik Stylz)
- Animal Serum (2014) (với Prince Po)
- 3 Dimensional Prescriptions (2017) (với TriState)
- Ultimate Breaks and Beats (2017)
- A Long Red Hot Los Angeles Summer Night (2019) (với Blu)
- The Professionals (2020) (với Madlib as The Professionals)

### Mixtape
- The Disrupt Chronicles Vol. 2 (2004) (phối bởiDJ DoubleDose)
- The Disrupt Chronicles Part 0 (2005) (phối bởiDJ DoubleDose)
- Turn That Shit Up (2006) (với Roc C & DJ Rhettmatic)

### Đĩa đơn
- "Maximum Adrelanine" b/w "Earthquake" (2000)
- "Check It Out" b/w "You Wanna Test This" (2002)
- "Inna Opus" b/w Rules of Engagement (2003)
- "Make Noise" b/w "Chump" (2003)
- "Disruption Massacre" b/w "Put It All Together" (2004)
- "The Ride" b/w "Stomp That, V. 1.2" (2004)
- "Last Tango in Oxnard" (2004)
- "Falling" (2004)
- "Move Part 2" (2005)
- "Gets Mine" b/w "Lights Out" (2006)
- "It's All the Same" (2006)
- "Pandemonium" b/w "Louder" (2006)
- "Believe" b/w "Fast Drive Fast" (2006)
- "Ghetto First" (2007)
- "Keep Low" (2010)
- "3 Dollars" (2012)

### Với tư cách nhà sản xuất
- Murs – "The Scuffle" nằm trong album The End of the Beginning (2003)
- Wildchild – "Code Red", "The Come Off", "The Movement Pt. 2", "Kiana", "Puttin' in Work" and "The Wonder Years" nằm trong album Secondary Protocol (2003)
- Declaime – "New Thing", "Judgement", "Welcome 2 Reality", "Heavenbound", "Conversations", "Song in D Minor", "Testimony", "Dearest Desiree", "Neverending Remix", "Shine Time", "Knowledge Born" and "Still Waters" nằm trong album Conversations with Dudley (2004)
- MED – "What U in It For?" and "Never Give U Up" nằm trong album Push Comes to Shove (2005)
- Saïan Supa Crew – "Si J'Avais Su" nằm trong album Hold-Up (2005)
- Aloe Blacc – "Long Time Coming" nằm trong album Shine Through (2006)
- Juggaknots – "Vows" and "Daddy's Little Girl" nằm trong album Use Your Confusion (2006)
- A.G. – "Love" and "Gigantic" nằm trong album Get Dirty Radio (2006)
- Wise Intelligent – "Go with Me", "Still Black" and "Set U Free" nằm trong album The Talented Timothy Taylor (2007)
- Wildchild – "Da Herc Dance" and "Rest N Beats" nằm trong album Jack of All Trades (2007)
- Guilty Simpson – "Footwork" and "Ode to the Ghetto" nằm trong album Ode to the Ghetto (2008)
- Vast Aire – "Lunchroom Rap (It's Nothing)" nằm trong album Dueces Wild (2008)
- The Alchemist – "Under Siege" nằm trong album Chemical Warfare (2009)
- Mos Def – "Supermagic" and "Pistola" nằm trong album The Ecstatic (2009)
- Rakaa – "Assault & Battery" nằm trong album Crown of Thorns (2010)
- MED – "Where I'm From" nằm trong album Classic (2011)
- Talib Kweli – "Uh Oh" nằm trong album Gutter Rainbows (2011)
- Prodigy – "Ms. Bad Ass" and "G-Up" nằm trong album H.N.I.C. 3 (2012)
- Talib Kweli – "That's Enough" and "I Like It" nằm trong album Attack the Block (2012)
- Homeboy Sandman – "First of a Living Breed" nằm trong album First of a Living Breed (2012)
- Talib Kweli – "Human Mic", "High Life", "Hold It Now" and "Hamster Wheel" nằm trong album Prisoner of Conscious (2013)
- Danny Brown – "Gremlins", "Torture" and "Red 2 Go" nằm trong album Old (2013)
- Quelle Chris – "What Up" and "With Open Arms" nằm trong album Ghost at the Finish Line (2013)
- Talib Kweli – "Rare Portraits", "The Wormhole" and "Art Imitates Life" nằm trong album Gravitas (2013)
- Skyzoo & Torae – "Talk of the Town" nằm trong album Barrel Brothers (2014)
- Fatima – "Technology" nằm trong album Yellow Memories (2014)
- Dilated Peoples – "Century of the Self" nằm trong album Directors of Photography (2014)
- Homeboy Sandman – "Heaven Too" nằm trong album Hallways (2014)
- Action Bronson – "Only in America" nằm trong album Mr. Wonderful (2015)
- Talib Kweli & Styles P – "Brown Guys" and "In the Field" nằm trong album The Seven (2017)

### Với tư cách nghệ sĩ khách mời
- Lootpack - "Level Zero" nằm trong album Soundpieces: Da Antidote (1999)
- Wildchild – "Heartbeat" nằm trong album Secondary Protocol (2003)
- Wildchild – "Vinyl Talk" and "All Night" nằm trong album The Jackal (2004)
- Lootpack – "Attack of the Tupperware Puppets", "Forever Beef", "What 'Cha Gotta Say?" and "I Declare War" nằm trong album The Lost Tapes (2004)
- MED – "Serious" nằm trong album Push Comes to Shove (2005)
- Wildchild – "Eyes Wide Shut" nằm trong album Jack of All Trades (2007)
- Nicolay & Kay – "What We Live" nằm trong album Time:Line (2008)
- Little Brother – "Stylin" nằm trong album ...And Justus for All (2008)
- Strong Arm Steady – "True Champs" nằm trong album In Search of Stoney Jackson (2010)
- J. Rawls – "Best Producer on the Mic" nằm trong album The Hip-Hop Affect (2011)
- MHz Legacy – "Soul Train (of Thought)" nằm trong album MHz Legacy (2012)
- House Shoes - "Dirt" & "Last Breath" nằm trong album Let It Go (2012)
- Czarface – "Czar Refaeli" nằm trong album Czarface (2013)
- LMNO – "After the Fact" nằm trong album After the Fact (2013)
- Blu – "Brown Sugar" nằm trong album Good to Be Home (2014)
- Step Brothers – "Draw Something" nằm trong album Lord Steppington (2014)
- Homeboy Sandman – "Heaven Too" nằm trong album Hallways (2014)
- Axel F. – "All Day" nằm trong album Theme Music (2014)
- Apathy & Kappa Gamma – "Charlie Brown" nằm trong album Handshakes with Snakes (2016)